# Turraea thouarsiana
Turraea thouarsiana là một loài thực vật có hoa trong họ Meliaceae. Loài này được (Baill.) Cavaco & Keraudren miêu tả khoa học đầu tiên năm 1955.